# Certificat de transporteur aérien
Pour les articles homonymes, voir CTA et AOC (homonymie).

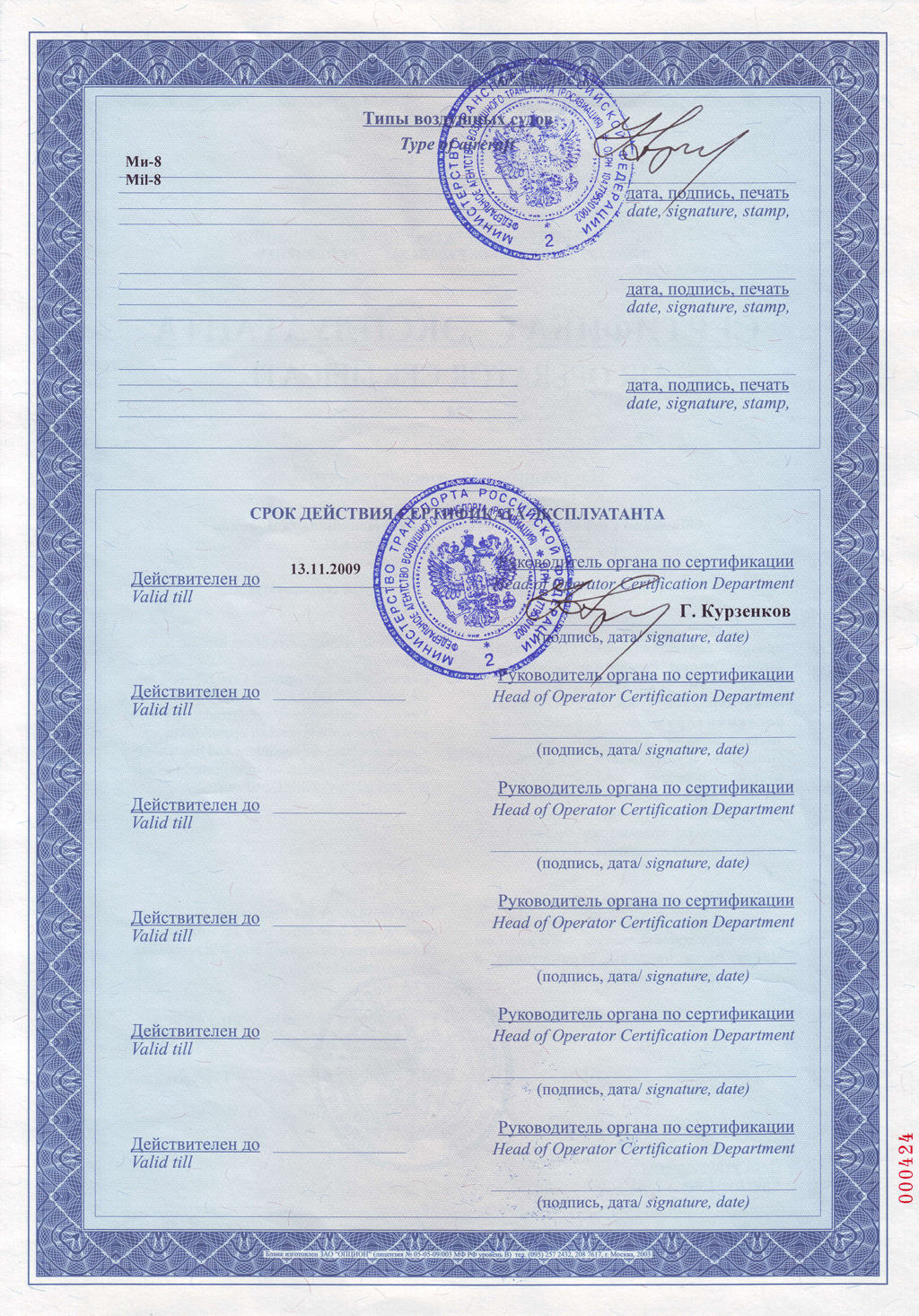
Weltall-Avia AOC overleaf

Un certificat de transporteur aérien (CTA) est un agrément délivré à une compagnie aérienne afin de pouvoir réaliser des opérations de transport commercial. Ce document, délivré par l'autorité de surveillance du transport aérien, atteste la capacité de la compagnie à assurer des vols en toute sécurité. Il est complété par la licence d'exploitation, qui établit le périmètre commercial d'exploitation alloué à la compagnie aérienne.
En France, la direction de la sécurité de l'Aviation civile (DSAC) délivre les CTA aux transporteurs aériens français, conformément aux dispositions du droit européen fixé par l'Agence européenne de la sécurité aérienne (AESA). Ils ont une durée de validité maximale de :
- 1 an pour la première demande ;
- 2 à 3 ans pour un renouvellement.